# Kamilla Kancewicz
Kamilla Kancewicz, także jako Leonia Aleksandrowna Kancewicz (ur. 30 listopada 1879 w Warszawie, zm. 27 października 1952 tamże) – polska działaczka komunistyczna pochodzenia żydowskiego, psychiatra, redaktorka komunistycznego pisma Robotnica; członkini Polskiej Partii Socjalistycznej i opozycyjnej frakcji Komunistycznej Partii Polski.

## Życiorys
Urodziła się w żydowskiej wielodzietnej rodzinie Gustawa Ha-Levi Horwitza (1844–1882) i Julii z Kleinmannów (1845–1912). Była siostrą: Flory (1868–1945), Rosalie (zm. 1939), Henrietty Margulies (1871–1928), Gizeli Bychowski (zm. 1937), Ludwika (1875–1943), Janiny Mortkowicz, Maksymiliana i Stanisława (ur. 1881). Jej dziadek ze strony ojca, Lazar Horwitz (1804–1868), był naczelnym rabinem Wiednia.  
Po ukończeniu gimnazjum w Warszawie wyjechała w 1898 na studia medyczne, najpierw do Berlina, potem do Zurychu, i działała w Komitecie Zagranicznym Polskiej Partii Socjalistycznej. Po uzyskaniu dyplomu lekarskiego w 1904 wróciła do Warszawy i wstąpiła do tamtejszego Komitetu Robotniczego PPS. Działała w Sekcji Żydowskiej partii. Podczas demonstracji antywojennych w listopadzie 1904 została aresztowana za kierowanie nielegalnym zgromadzeniem żydowskich robotników. W marcu 1905 była delegatem na VII Zjazd PPS i została wybrana do Komitetu Żydowskiego, sekcji utworzonej w 1902 w celu reprezentowania Żydów w komitecie centralnym. W 1907 wyjechała do Szwajcarii, gdzie przez trzy lata pracowała w klinice psychiatrycznej, a w latach 1910–1914 podjęła podobną pracę w Paryżu. 
Podczas I wojny światowej pracowała w klinice Waldau niedaleko Berna. W 1919 powróciła do Warszawy i kontynuowała praktykę lekarską. Zaangażowała się także w działalność w ruchu komunistycznym: Komunistycznej Partii Robotniczej Polski, a od 1923 w Komunistycznej Partii Polski, gdzie kierowała Wydziałem Kobiecym KC i była redaktorką „Robotnicy” – prasowego organu tegoż wydziału. W 1929 została oskarżona z paragrafu 102 Kodeksu Tagancewa i aresztowana. Więzienie opuściła w 1930 za kaucją. W wyniku powyższych wydarzeń wyemigrowała z synem do ZSRR. W okresie wielkiej czystki, jesienią 1937 aresztowana przez NKWD i uwięziona. W końcu 1944 została zwolniona z więzienia.
Po II wojnie światowej, w końcu sierpnia 1945, powróciła do Warszawy. Wstąpiła do PPR, następnie do PZPR. Pracowała jako Inspektor w Biurze Kontroli przy Prezydium KRN (później w NIK). W 1948 została mianowana na stanowisko wicedyrektora Państwowego Instytutu Higieny Psychicznej, które piastowała aż do śmierci.
Jest autorką wielu opracowań i referatów dotyczących psychiatrii społecznej oraz pracy Schizofrenia w wieku dziecięcym (1923), w której zwracała uwagę na domniemaną rolę negatywnych warunków środowiskowych w patogenezie schizofrenii.
Była żoną Janko Kancewicza, który zmarł na froncie I wojny światowej. W 1916 urodziła syna, Jana. 
Zmarła na atak serca, czytając informację „Trybuny Ludu” o aresztowaniach w Moskwie kremlowskich lekarzy pochodzenia żydowskiego, co było uważane za wstęp do kolejnej fali terroru. Została pochowana w Alei Zasłużonych cmentarza Wojskowym na Powązkach w Warszawie (kwatera A26-tuje-24).

## Wybrane prace
- Über die Histologie des embryonalen Knochenmarkes, 1904
- Merkfähigkeit bei Hysterie und Psychopathie, 1914
- Schizofrenia w wieku dziecięcym, 1923
- Sterylizacja na usługach imperializmu. Służba Zdrowia 15/16, s. 4, 1952

## Ordery i oznaczenia
- Order Sztandaru Pracy I klasy (8 marca 1950)[6]
- Krzyż Kawalerski Orderu Odrodzenia Polski (12 lipca 1947)[7]
- Srebrny Krzyż Zasługi (8 maja 1946)[8]